# 阿武隈橋
阿武隈橋（あぶくまはし）は、福島県郡山市の阿武隈川に架かる一級市道土棚高倉線の道路橋である。

## 概要
- 全長：181.24 m
- 幅員：6.8 m
- 竣工：1968年
- 形式：3径間PC桁橋[1]

郡山市北部にて一級水系阿武隈川と渡る。東詰は郡山市西田町鬼生田字川前、西詰は日和田町高倉字山王前、字下前田、字須賀に位置する。橋上は上下対向2車線で、歩道は設置されていない。両端には御影石製の親柱が設置されている。左岸側には国土交通省により設置された河川監視用のライブカメラが設置されている。かつて萱沼の渡しという渡船場が設置されていた場所であり、1998年度から2000年度に架け実施された阿武隈川平成の大改修による堤防工事の完成を記念し、橋の左岸側に渡し場跡を示す石碑が建立された。

## 周辺
- 山王神社

## 隣の橋
- 阿武隈川

小和滝橋 - 鬼生田橋 - 阿武隈橋 - 平成大橋 - 上ノ橋